# Transportator-portal

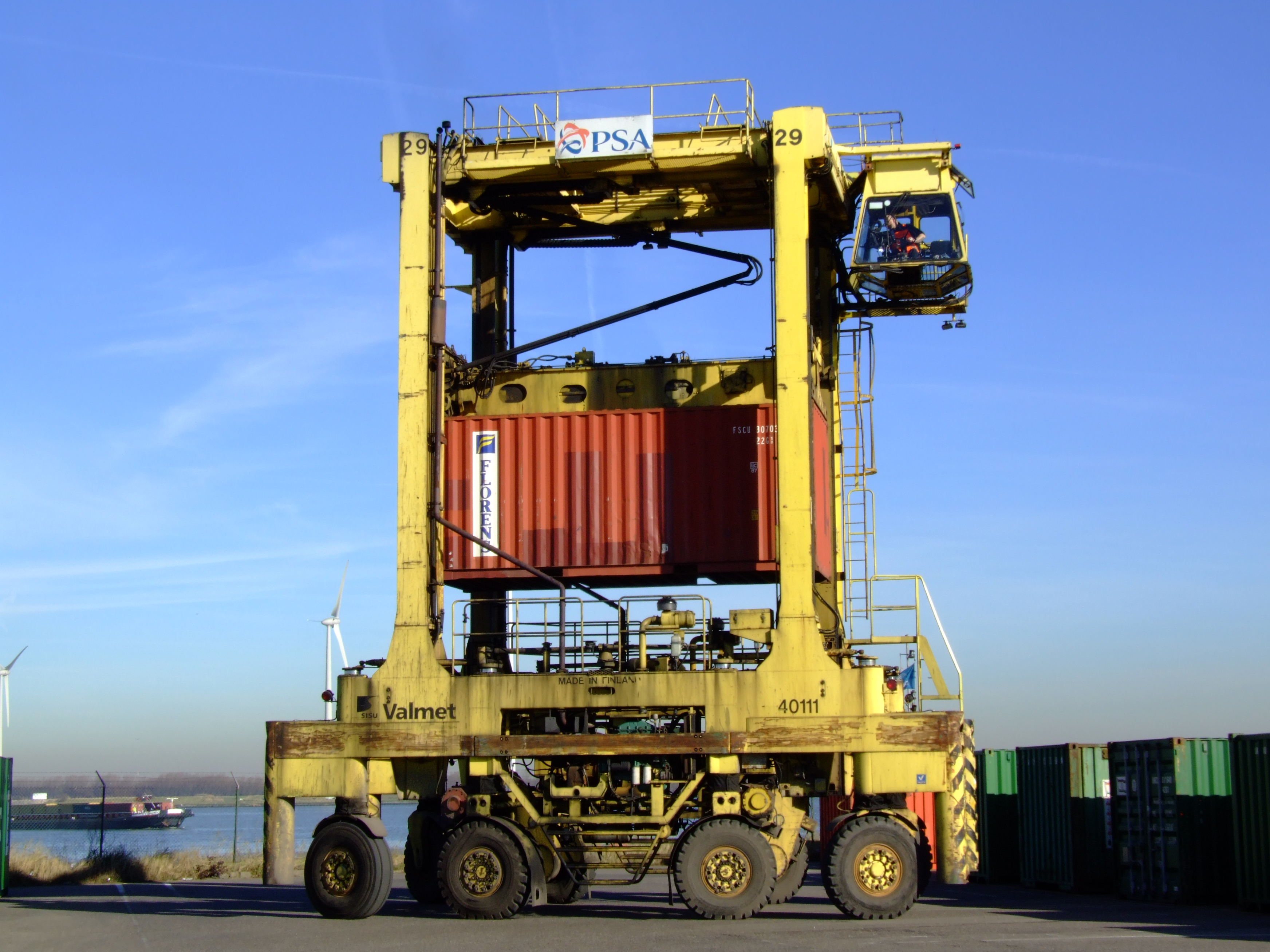
Transportator-portal

Un transportator-portal sau camion-portal este un vehicul de transport marfă care își transportă încărcătura dedesubt, „călare” pe aceasta, spre deosebire de un camion convențional care o transportă deasupra. Avantajul transportatorului-portal este capacitatea sa de a încărca și descărca fără ajutorul macaralelor sau motostivuitoarelor. Aparatul de ridicare de sub transportator este operat de șofer fără niciun ajutor extern și fără a părăsi scaunul șoferului.

## Transportatori de cherestea

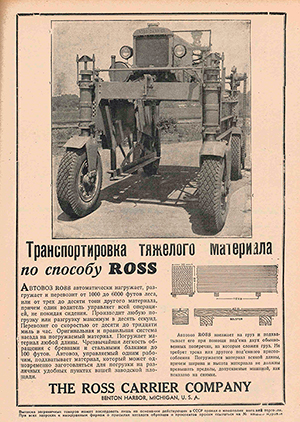
Reclamă pentru transportatorul Ross din 1934

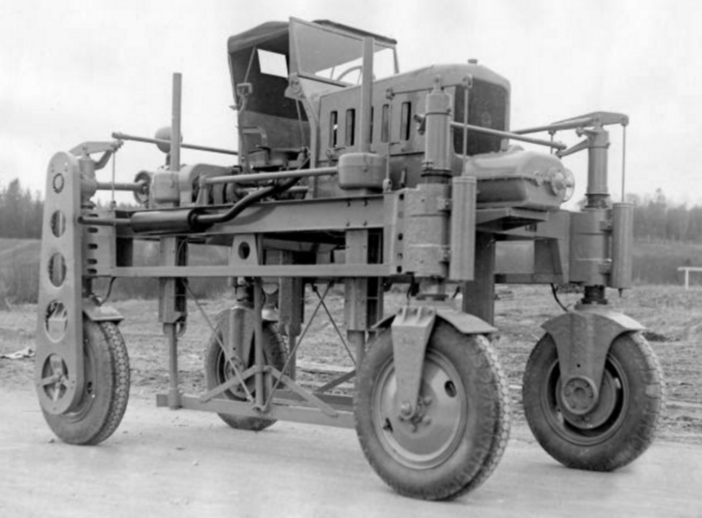
Transportator-portal timpuriu

Transportatorul-portal a fost inventat de H. B. Ross în 1913 ca un vehicul rutier care putea transporta cu ușurință cheresteaua în jurul fabricilor și curților. Cheresteaua era stivuită pe paleți speciali cunoscuți sub numele de blocuri de transport; transportatorul străbătea apoi stiva, prindea și ridica blocul de transport și pleca cu încărcătura. Deoarece un transportator-portal este deschis atât în față, cât și în spate, poate transporta cherestea mult mai lungă decât propriul său lungime, de peste 30 m (98 ft).
Compania Ross Carrier (acum Northwest Caster & Equipment) a fost fondată în Seattle pentru a fabrica și comercializa transportatorul, iar designuri similare au fost ulterior fabricate de Gerlinger, Hyster, Yale, Caterpillar și alte companii. Aceste "portaluri" sau "timber jinkers" erau o priveliște comună în porturile maritime din întreaga lume până în anii 1970, dar au fost eliminate treptat pe măsură ce camioanele convenționale mai mari și mai rapide au intrat în uz. Un exemplu al acestor transportatori-portal poate fi văzut în filmul de comedie din 1950 Watch the Birdie.

## Transportatori industriali

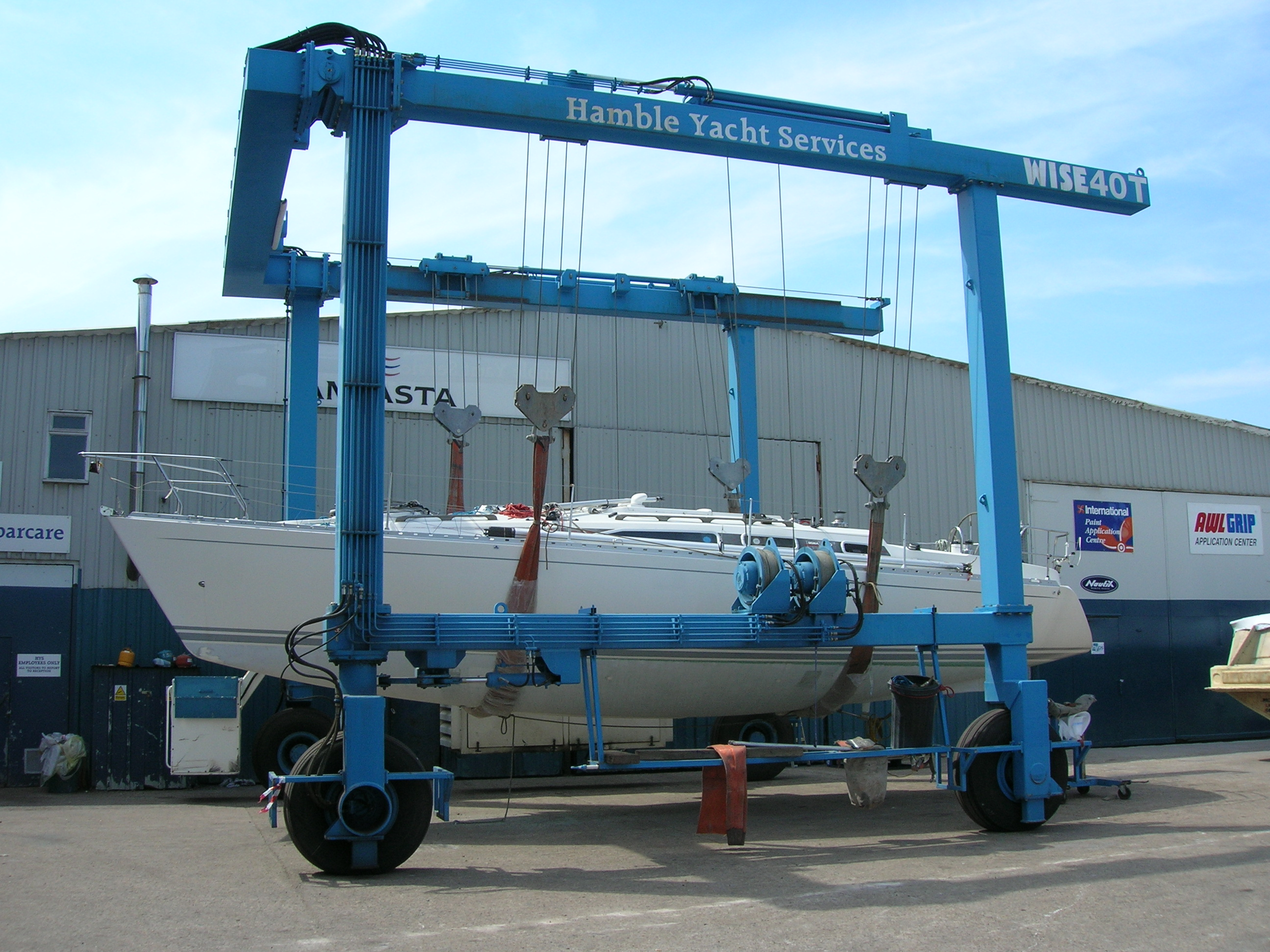
Transportator-portal pentru bărci cu vele

Transportatori industriali similari sunt utilizați în fabricare și construcții, atât pentru manipularea încărcăturilor supradimensionate, cum ar fi oțelul și betonul prefabricat, cât și acolo unde este necesar transportul unor încărcături speciale, cum ar fi rezervoarele de azot, în spații restrânse care nu sunt potrivite pentru camioane. Un avantaj cheie al transportatorilor industriali și al reach stacker-elor față de majoritatea forklift-urilor este capacitatea de a încărca sau descărca un semi-trailer într-o singură operațiune, ceea ce poate îmbunătăți eficiența.
Transportatorii-portal sunt, de asemenea, utilizați pentru manipularea bărcilor pe uscat. Aceștia sunt adesea numiți și travel lifts sau travelifts.

## Transportatori de containere de transport
Cea mai comună utilizare a transportatorilor-portal este în terminalele portuare și în curțile intermodale, unde sunt utilizați pentru stivuirea și mutarea containerelor standard ISO. Transportatorul își străbate încărcătura, ridicând-o și transportând-o prin conectarea la punctele de ridicare superioare utilizând un spreader de containere. Unele mașini au capacitatea de a stivui containere până la patru înălțimi. Acestea călătoresc la viteze relativ mici (până la 30 km/h sau 20 mph) cu un container încărcat. Șoferii transportatorului stau lateral în partea de sus și privesc spre mijloc, astfel încât să poată vedea în spate și în fața vehiculului. Transportatorii-portal pot ridica până la 60 t (59 long toni; 66 short toni), ceea ce echivalează cu două containere pline.

## Galerie

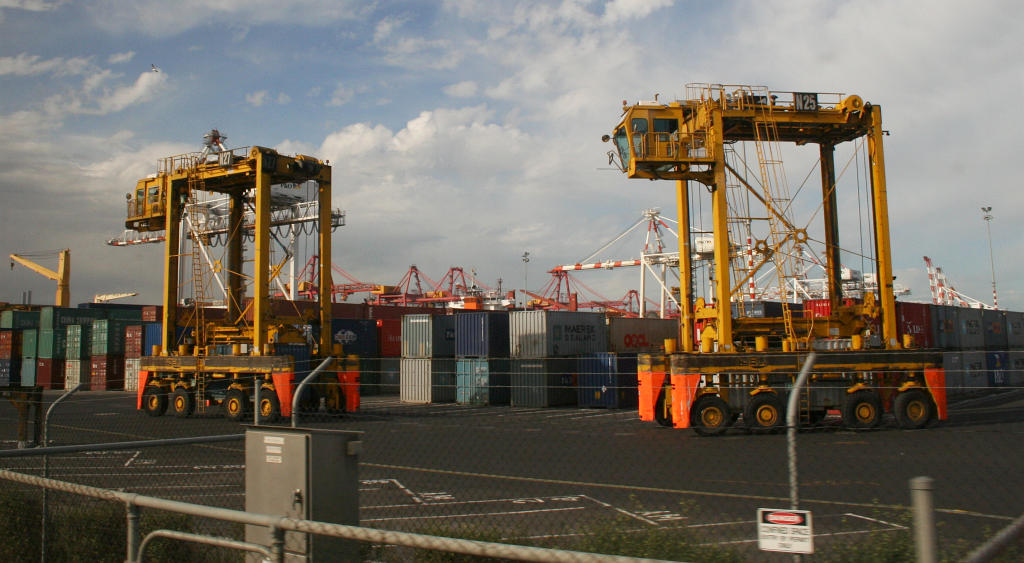
Transportatori-portal la lucru în Portul Melbourne, Australia
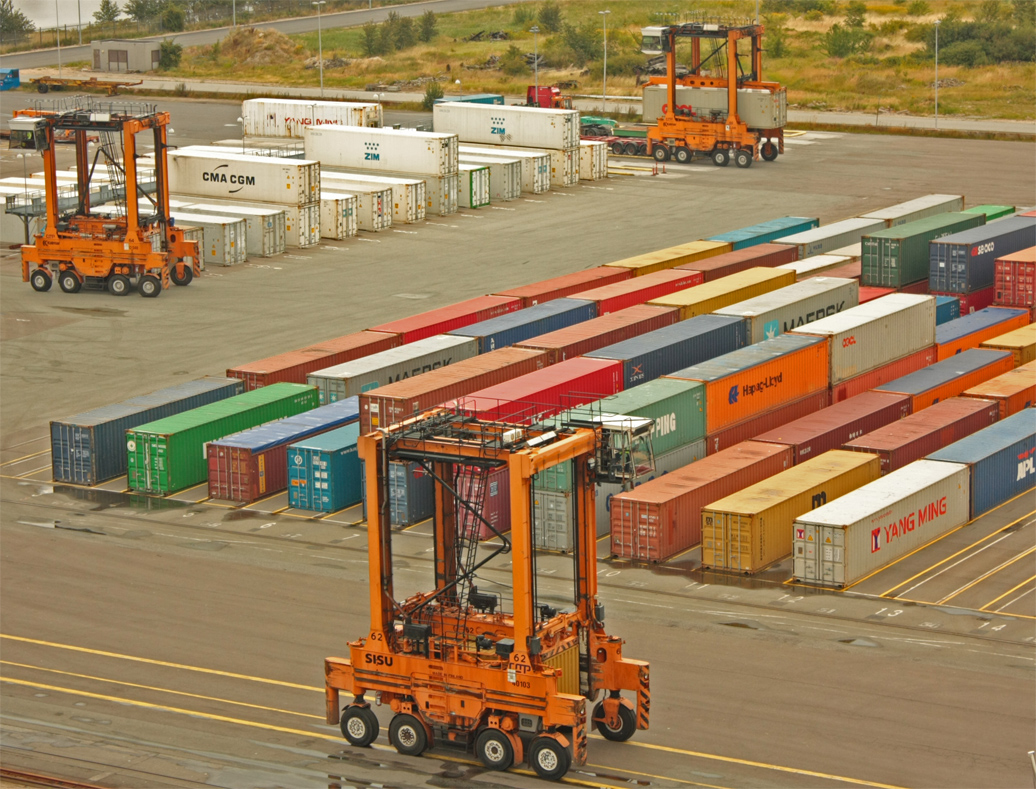
Transportatori-portal în Portul Copenhaga, Danemarca.
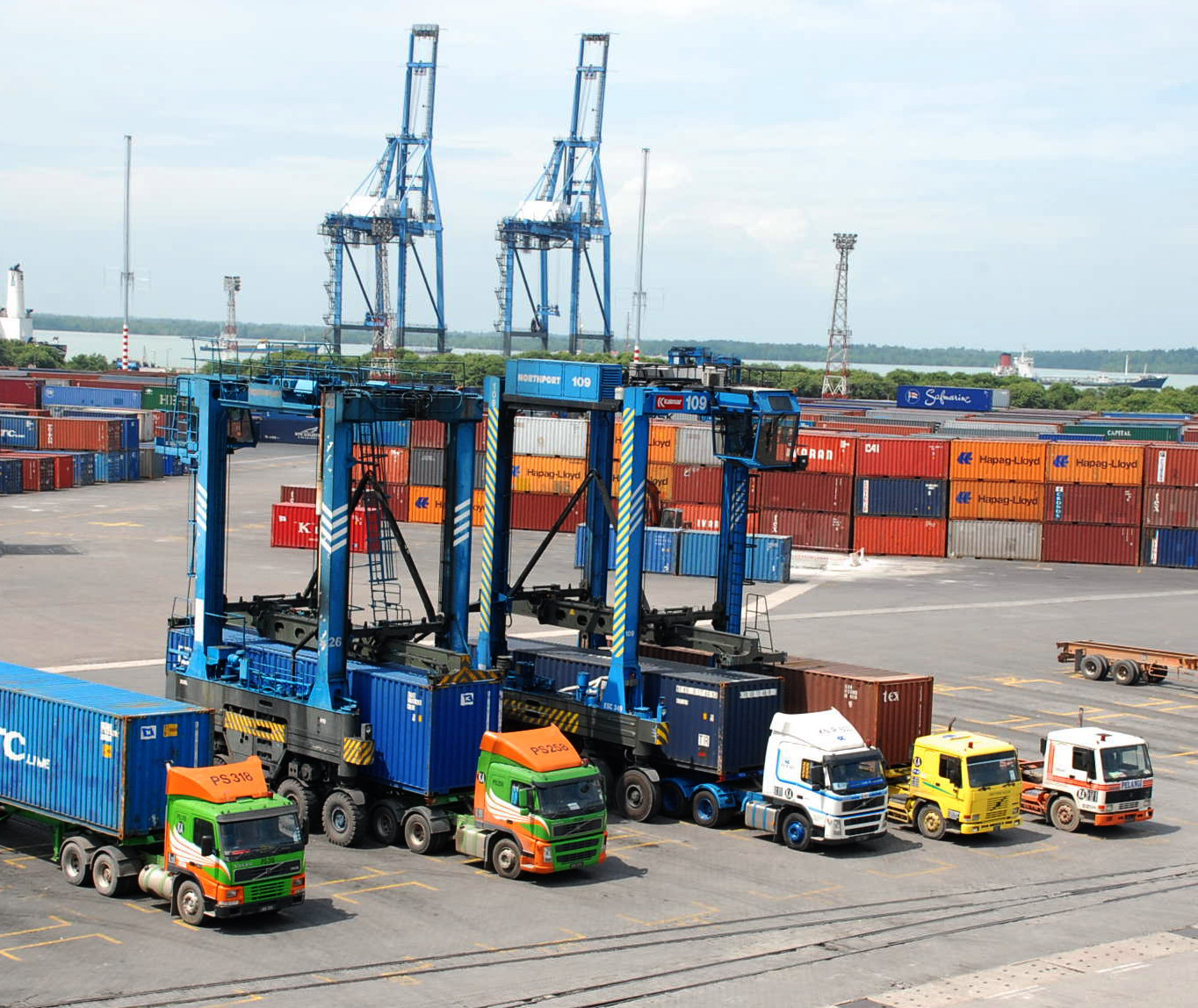
Transportatori-portal sau SK așa cum sunt cunoscuți în Northport, Malaysia.
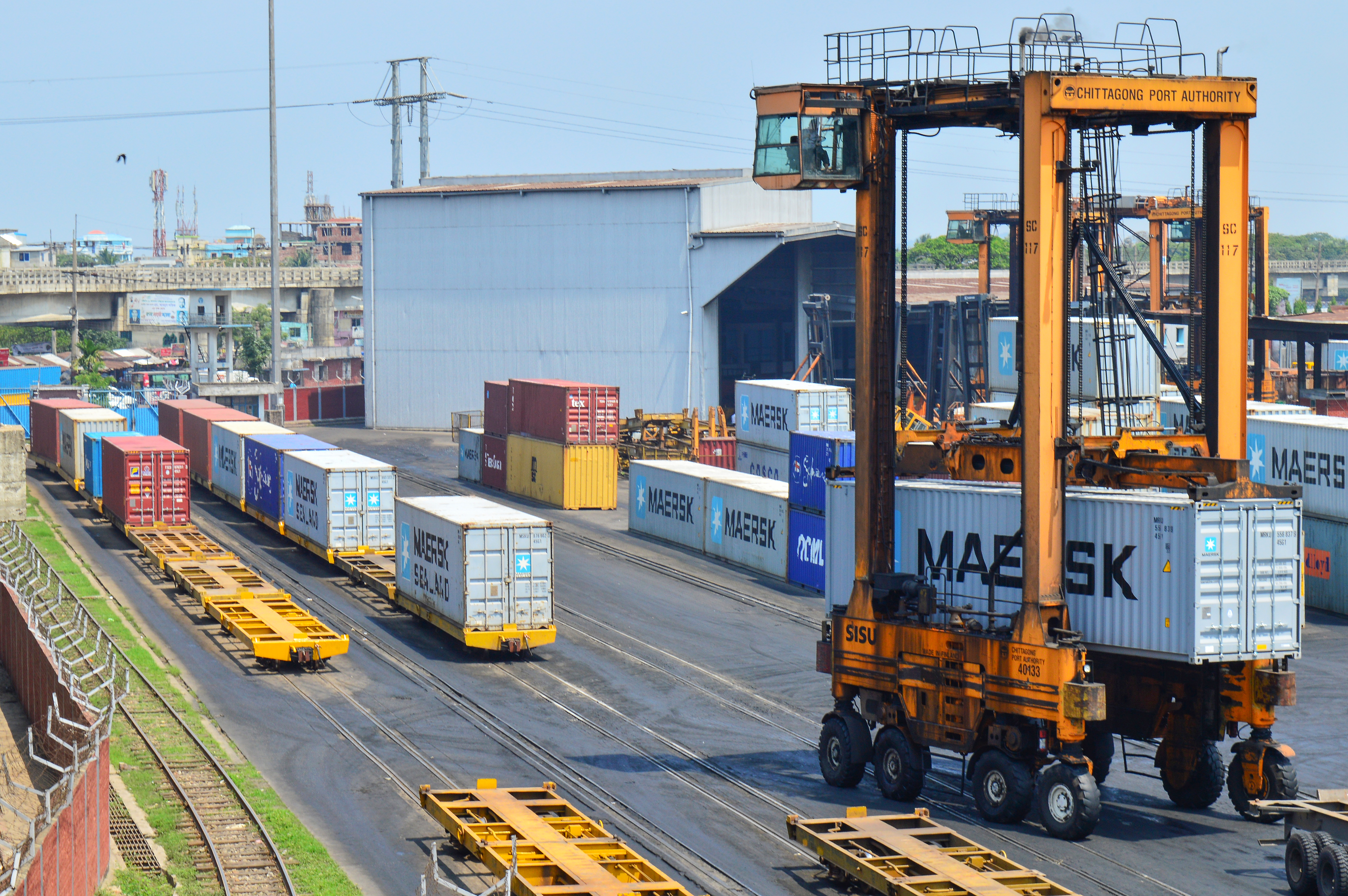
Transportator-portal la lucru în Portul Chittagong